# Muriel Robb

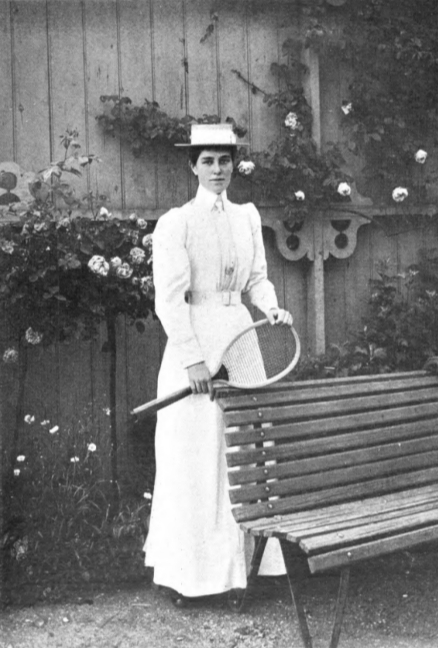
Robb (vor 1903)

Muriel Evelyn Robb (* 13. Mai 1878 in Newcastle upon Tyne; † 12. Februar 1907 ebenda) war eine britische Tennisspielerin.
Robb besuchte das Cheltenham College. Das Tennisspiel lernte sie von ihren Eltern und einer Gouvernante. Ab 1896 nahm sie an Turnieren teil und gewann ein Jahr später das Turnier in Newcastle. 1899 gewann sie die Meisterschaften von Derbyshire und Wales. 1900 gewann sie die Wimbledon Championships an der Seite von Alice Pickering, ein Jahr später die irischen Meisterschaften in Dublin.
Im Jahr 1902 gewann sie das Finale im Dameneinzel der Wimbledon Championships. Sie besiegte im Finale Charlotte Cooper.
In den folgenden Jahren trat Robb bei keinem Turnier mehr an. Sie starb 1907 im Alter von nur 28 Jahren in ihrem Haus in Newcastle an Krebs. Damit ist sie von allen Siegerinnen bei Wimbledon diejenige, die im jüngsten Alter starb.